# Asteranthos brasiliensis
O Asteranthos brasiliensis é uma espécie nativa do alto Rio Negro, na Amazônia, sendo encontrado no Brasil (Amazonas), Colômbia e Venezuela. A espécie foi citada pela primeira vez em 1820.
A árvore pode chegar a altura de até 15 metros, ostentando vistosas flores amarelas.
Apesar de abundante, cresce apenas na floresta inundada, tendo se tornado rara com a ocupação humana.
Existe um nome que é sinônimo/variante ortográfico (Asteranthus brasiliensis Desf.).